# 知行科技
知行汽車科技（蘇州）股份有限公司（港交所：1274），简称知行汽車科技或知行科技，是中华人民共和国的一家以自動駕駛解决方案为主营业务的公司，总部位于江蘇省蘇州工業園區。

## 历史
公司创始人宋阳，本科毕业于北京机械工业学院机电工程学专业，硕士毕业于中国科学技术大学电子与信息工程专业。2004年进入博世工作，担任过被动安全工程部高级工程师、先进驾驶员辅助部部门经理。2010年通过自荐成为博世自动驾驶部在中国的一号员工和负责人。2014年，宋阳加入百利得，创建主动安全事业部，担任百利得主动安全中国区总经理。2016年12月，随着自动驾驶创业潮的掀起，宋阳创立了知行科技。
2017年8月至10月，知行科技引入Pre-A轮投资者。其中自知一号投资544万，理想汽车创始人李想实际控制的北京车和家投资476万；同时，两家公司分别收购136万和119万。当时李想进入造车领域不久，于是开始积累自动驾驶方面的能力，因此决定投资知行科技，对理想汽车自动驾驶技术起到补强作用。2018年6月至9月，又引入两名新投资者，自知一号跟投，中小基金投资5000万，元禾原点投资1020万。2020年6月再度引入两名新投资者，建银国际旗下建银基金投资3000万，元禾禾裕投资300万；10月的B2轮引入中银粤财基金，投资2000万，持股2.4%。之后的B3轮引入中天佳创投资和佳汇投资，分别投资1000万；B4轮引入瑶宇投资，投资2000万，持股2%。2021年9月C1轮投资中，知行科技引入国务院国资委旗下的混改基金、华强创投、衍盈投资，永鑫投资则从原始股东收购股份。2022年3月的C2轮投资中，科讯创业投资3150万，招商蛇口和招商局集团控制的招商启航投资200万，招商蛇口和招商局控制的扬帆致远和雅枫二期分别投资3000万，领军创投投资500万。同年8月至10月的C3轮投资引入汉拿科锐动苏州，投资2.475亿；德创汽车、雅枫三期等收购8000多万公司原始股。在经过9轮融资后，知行科技共计融资约9.26亿元，估值从0.85亿飙升至33亿。
2018年3月，知行科技与Mobileye達成戰略合作，之后收購及建立製造基地，于当年開始生產自動駕駛相關產品:174。2020年10月，知行科技与吉利汽车开始合作研发L2++级自动驾驶解决方案及产品。由此，知行科技成为吉利自动驾驶解决方案及产品（尤其是旗下极氪品牌）的主要供应商之一。
2023年4月4日，知行科技向港交所递表申请主板上市，花旗银行、华泰国际、建银国际为联席保荐人。4月14日，中国证监会备案其境外上市申请。同年9月，知行科技通过港交所聆讯，于12月20日上市，成为港交所首个自动驾驶行业上市公司。根据计划，此次上市拟募集资金，将用于自动驾驶解决方案及产品的研发，研发总部、生产厂房及新生产线有关的资本开支，扩大销售及服务网络，以及用作营运资金及一般公司用途。同年，该公司在德国设立子公司:224，主要负责公司欧洲业务相关的自动驾驶解决方案及产品的客户服务、销售及验证，进一步开拓欧洲市场。公司计划在3至5年内在德国建立一个海外研发中心，持续为国内OEM提供海外拓展服务，及在欧洲设立服务网点发展业务。
2024年9月10日，知行科技正式納入港股通，成為與阿里巴巴、順豐同城等33隻同期被調入的股票之一。

## 业务

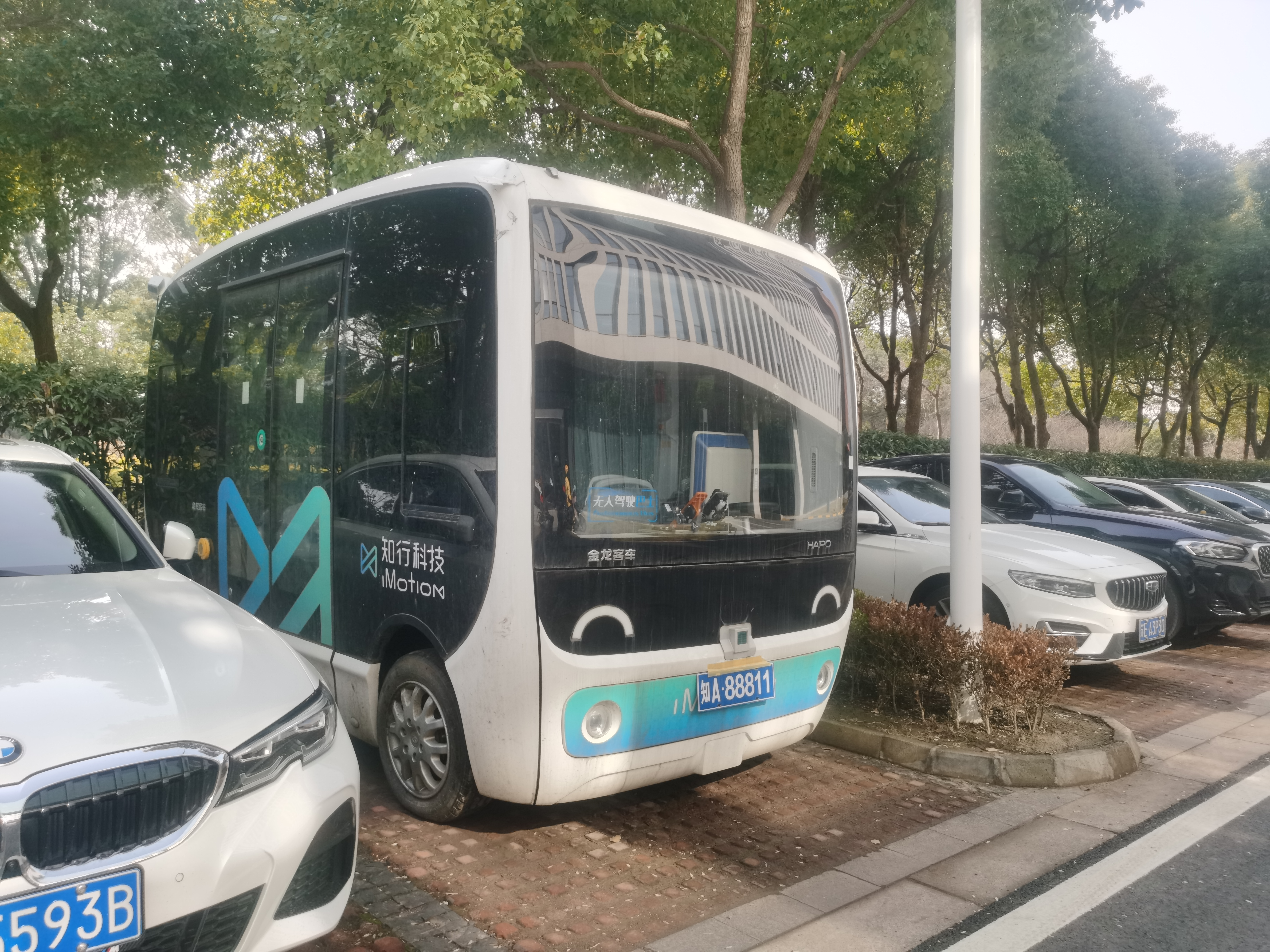
一辆搭载知行科技无人驾驶技术的小型金龙客车

知行科技以自動駕駛域控制器为主营业务，擁有已商業化的L2級至L2+級自動駕駛解決方案，並為车企開發L2級至L4級自動駕駛解決方案:209。按2022年自动驾驶域控制器解决方案销售收入计，知行科技是中国第二大第三方自动驾驶域控制器提供商，市场份额达到26.2%。公司的产品线分为两条，一条是与Mobileye合作开发的SuperVision系列；另一条是自主设计开发的iDC产品系列以及iFC产品系列。各系列的简介如下：
- SuperVision系列：该系列通过向Mobileye收購自動駕駛域控制器的基礎版本並將Mobileye開發的授權軟件與硬件整合，將自動駕駛域控制器的基礎版本轉變為根據車型要求量身定制的全功能自動駕駛域控制器，是一款可在各種道路上全面運行的點對點輔助駕駛導航解決方案。该系列配備11個攝像頭，裝備兩個Mobileye的EyeQ 5H SoC，可實現L2+級自動駕駛[1]:216。
- iDC系列：系公司自主研發的自動駕駛域控制器產品線，其特点为將高速自動駕駛功能和低速泊車功能集成在一顆SoC中。iDC Mid於2023年1月開始量產，主要面向中高端车型，可實現L2+級自動駕駛；而iDC Mid的升級版iDC High将于2024年開始量產i，可實現L2+級自動駕駛，具有更高算力及更強傳感器配置，支持全場景智能駕駛體驗。该型号增加了城市NoA等更先進的汽車自動駕駛功能及更先進的停車功能[1]:217。
- iFC系列：系L2級自動駕駛的經濟型解決方案。iFC 2.0已於2021年8月開始量產；而iFC 3.0将于2024年发布，具有更強的感知能力、更小巧的外觀及更強的功能擴展能力[1]:217。

知行科技与主流车企建立了穩定的合作關係，截至2022年已有15家车企签约，如吉利汽車、長城汽車、奇瑞汽車及東風汽車等。其中吉利汽車为其第一大客户，也是其主要收入来源。双方自2020年10月开始合作研发L2++级自动驾驶解决方案及产品，成为吉利汽车自动驾驶解决方案及产品的主要供应商之一。吉利旗下的高端品牌极氪搭载的自動駕駛域控制器均由知行科技提供:218。其中极氪001智能驾驶域搭载的是知行科技和Mobileye合作的SuperVision系统，另外2023年1月开始交付的极氪009也采用SuperVision系统，上述两款车型的销量将直接影响知行科技的收入。而吉利与知行的合作也进一步扩大，吉利旗下的極星和Smart于2023年在旗下電動汽車車型中搭载SuperVision系统:219。

## 註解
1. ↑  是自動駕駛分級中的「部分自動駕駛」等級，車輛處理方向盤和加減速中的多項操作，人類駕駛員負責其餘的駕駛動作
2. ↑  是自動駕駛分級中的「高度自動駕駛」等級，由車輛完成所有駕駛操作，人類駕駛員無需保持注意力集中，但限定道路和環境條件